# (74277) 1998 SE119
(74277) 1998 SE119 – planetoida z pasa głównego asteroid okrążająca Słońce w ciągu 4,48 lat w średniej odległości 2,72 j.a. Odkryta 26 września 1998 roku.